# بردگوری کاج ۳
بردگوری کاج ۳ در شهرستان اردل، روستای کاج واقع شده و این اثر در تاریخ ۸ خرداد ۱۳۸۰ با شمارهٔ ثبت ۳۸۸۲ به‌عنوان یکی از آثار ملی ایران به ثبت رسیده است.